# اچ‌ام‌اس فری (۱۸۹۷)
اچ‌ام‌اس فری (۱۸۹۷) (به انگلیسی: HMS Fairy (1897)) یک زیردریایی بود. این زیردریایی در سال ۱۸۹۷ ساخته شد.